# Bebel Gilberto
Isabel Gilberto de Oliveira, mais conhecida como Bebel Gilberto (Nova Iorque, 12 de maio de 1966), é uma cantora, compositora e musicista brasilo-estadunidense. É filha do compositor João Gilberto e da cantora Miúcha, sendo sobrinha materna do músico e escritor Chico Buarque.

## Biografia
Bebel teve sua estreia na música precocemente. Aos 9 anos já havia se apresentado no Carnegie Hall com sua mãe e Stan Getz, e já tinha participado nos musicais Pirlimpimpim e Saltimbancos com sua mãe e seu tio, Chico Buarque.
Sua estreia como solo profissional veio em 1986 com um EP autointitulado lançado pela WEA, que incluiu "Preciso Dizer Que Te Amo", com parceria com Cazuza e Dé, quando ambos estavam na Banda Barão Vermelho. Em 1991, a filha de Gilberto e Miúcha trocou Ipanema, onde cresceu, por Manhattan, onde ela nasceu. Bebel continua vivendo em Nova Iorque, mas compartilha seu tempo entre os EUA e o Brasil.
Bebel foi uma grande amiga de Cazuza e compôs várias músicas com ele, além de "Eu Preciso Dizer Que Te Amo", incluindo "Amigos de Bar", "Mais Feliz" e "Mulher Sem Razão".
Participou do projeto Red Hot + Rio, juntando-se grandes estrelas da música como Everything But the Girl, Maxwell, George Michael e outros para a gravação do CD beneficiário. Ela também colaborou no CD do produtor japonês Towa Tei Future Listening, cantando os hits "Technova" e "Batucada" e também participou no projeto Peeping Tom de Mike Patton (vocalista do Faith No More, Mr. Bungle, entre outras), cantando "Caipirinha".
Com o lançamento de 'Tanto Tempo' em 2000, Bebel inventou a bossa eletrônica, que assumiu os clubes de todo o mundo e Bebel se posicionou como uma das artistas mais vendidas do Brasil nos EUA desde os anos 60. Com seu segundo álbum, "Bebel Gilberto" (2004), ela refinou seu som para criar um estilo lounge acústico que apresentou seus pontos fortes como uma compositora brasileira.
Com o Lançamento do CD Momento (2007), seu terceiro álbum em sete anos, ela quis fazer uma fusão de ambos. Misturando um pouco do Rio 'Orchestra Imperial' junto com a banda de Nova Iorque Brazilian Girls, e seguindo a direção do produtor Inglês Guy Sigsworth (o parceiro de Madonna em "What It Feels Like for a Girl"), esse momento reafirma o caráter internacional da cantora Bebel.
All in One, foi lançado mundialmente em 29 de setembro de 2009 na famosa gravadora de jazz americana Verve, e lançado no Brasil pela Universal Music. Para forjar uma serenidade madura em "All in One", Bebel tinha uma super equipe de produtores, incluindo Mark Ronson (Amy Winehouse, Lily Allen), D. João (Dust Brothers, Beck), Daniel Jobim, Carlinhos Brown, Didi Gutman (Brazilian Girls) e Mario Caldato Jr. (Beastie Boys, Björk, Jack Johnson).
Desde o lançamento de "Tanto Tempo", em 2000, já vendeu mais de 2,5 milhões de CDs e tem sido destaque em sete trilhas de filmes (incluindo "Next Stop Wonderland", "Bubble", "Closer" e, mais recentemente em 2010 "Eat Pray Love") e sete séries de TV (Sex and the City, Six Feet Under, Nip/Tuck ...) Em 2000 a canção So Nice (Summer Samba) esteve incluída na trilha sonora da novela Laços de Família da Rede Globo, exibida entre 2000/2001, como tema dos personagens Camila e Edu, interpretados respectivamente por Carolina Dieckman e Reynaldo Gianechini.
Bebel foi convidada pela rede de TV NBC a se apresentar no Miss Universo 2011, que foi realizado em São Paulo e foi transmitido para mais de 1 bilhão e meio de pessoas em mais de 190 países. Cantou o seu hit 'Close Your Eyes' durante a competição das finalistas do TOP 10, em trajes de gala (vestidos de noite).
Em 2013, Bebel lançou o seu primeiro DVD "Bebel Gilberto in Rio" que foi produzido pelo seu selo "Bebelucha" e distribuído no Brasil pela Biscoito Fino. O DVD concorreu ao prêmio de melhor DVD no "2° Prêmio Contigo - MPB Fm".
Em 2018, a cantora foi uma das juradas no episódio voltado à culinária brasileira do reality show The Final Table, da Netflix. Junto a ela, participaram o jornalista Josimar Melo e a modelo Alessandra Ambrósio.
Em 2023, Bebel Gilberto lançou o álbum João, uma homenagem ao repertório de seu pai, com produção de Thomas Bartlett e gravação realizada no Reservoir Studios, em Nova York. O projeto contou com a participação de músicos renomados, como Clark Gayton e Alex Sopp. Em 2024, após se apresentar com a turnê do álbum em mais de 30 países, Bebel trouxe o espetáculo ao Brasil, realizando shows no Teatro Paulo Autran, no Sesc Pinheiros, em São Paulo.

## Discografia

### Álbuns de estúdio
- 1983: Um Certo Geraldo Pereira, Funarte (com Pedrinho Rodrigues) - Atração
- 1991: De Tarde, Vendo o Mar (com Luizão Maia & Banzai)
- 2000: Tanto Tempo - Ziriguiboom
- 2004: Bebel Gilberto - Ziriguiboom
- 2007: Momento - Ziriguiboom
- 2009: All in One - Verve Records
- 2014: Tudo - Sony
- 2020: Agora - PIAS
- 2023: João - PIAS

### Álbuns ao vivo
- Bebel Gilberto in Rio (2013) Biscoito Fino

### Álbuns remix
- Tanto Tempo Remixes (2001) Ziriguiboom
- Tanto Tempo (Edição Especial Remix) (2003) Records EastWest
- Bebel Gilberto Remixed (2005) Ziriguiboom

### DVDs
- Bebel Gilberto in Rio (2013) Biscoito Fino

### Dublagem
- 2011 - Rio - Eva
- 2014 - Rio 2 - Eva

### EPs
- Bebel Gilberto (EP) (1986) Jazz Warner
- Bring Back The Love - Remixes EP 1 (2007) [somente digital]
- Bring Back The Love - Remixes EP 2 (2007) [somente digital]
- Live Session (exclusividade iTunes) - PE (2008) [somente digital]